# Рогач (Могилёвская область)
Рога́ч (бел. Рагач) — деревня в составе Ланьковского сельсовета Белыничского района Могилёвской области Республики Беларусь.

## Население
- 2010 год — 132 человека